# Vanylven
Vanylven is een gemeente in de Noorse provincie Møre og Romsdal. De gemeente telde 3203 inwoners in januari 2017.
Fiskåbygd is een plaats in de gemeente.
Ålesund · Aukra · Aure · Averøy ·  Fjord · Giske · Gjemnes · Haram · Hareid · Herøy · Hustadvika · Kristiansund ·  Molde · Ørsta · Rauma · Sande · Smøla · Stranda · Sula · Sunndal · Surnadal · Sykkylven · Tingvoll · Ulstein · Vanylven · Vestnes · Volda

Fylker van Noorwegen